# イザベル・ド・フランス (1348-1372)
イザベル・ド・フランス（Isabelle de France, 1348年10月1日 - 1372年9月11日）は、フランス国王ジャン2世の娘で、初代ミラノ公ジャン・ガレアッツォ・ヴィスコンティの最初の妻。夫の家督相続および公爵位受爵のはるか以前に死去した。自身の権利としてヴェルテュ女伯の称号を有した。

## 生涯
ジャン2世王と最初の妻ボンヌ・ド・リュクサンブールの間の第11子、七女、末娘として生まれた。ミラノ僭主ガレアッツォ2世・ヴィスコンティの嫡男ジャン・ガレアッツォとの縁談は、長兄シャルル王太子と義兄弟の関係にあり、ジャン・ガレアッツォの母方の伯父でもあるサヴォイア伯アメデーオ6世が持ち込んだ。イザベルの持参金には、最初ソミエールが選ばれたが、その後ヴェルテュに変更された。
2人は1360年10月8日にミラノにおいて結婚した。結婚に際し、イザベルは父王からヴェルテュ女伯に叙爵され、貴族の爵位を持たなかった彼女の夫もヴェルテュ伯の称号を名乗れることになった。夫との間には3男3女の計6人の子女をもうけたものの、成人したのは娘1人だけだった。1373年、末息子を出産した際に死去した。

## 子女
- 女子（1366年 - 1380年以前）
- ジャン・ガレアッツォ（1367年 - 1376年）
- アッツォーネ（1368年 - 1381年）
- 女子（1369年 - 1380年以前）
- ヴァレンティーナ（1371年 - 1408年） - ヴェルテュ女伯、1389年にオルレアン公ルイと結婚
- カルロ（1373年 - 1374年）

## 引用
1. 1 2  Lundy, Darryl. “The Peerage: Isabel de Valois”. 2009年9月28日閲覧。
2. ↑  kielo.org